# マット・コパーニアク
マシュー・ヘイデン・コパーニアク（Matthew Hayden Koperniak, 1998年2月8日 - ）は、イギリスのロンドン出身のプロ野球選手（外野手）。右投左打。MLBのセントルイス・カージナルス傘下所属。

## 経歴
イギリスのロンドンで生まれ、アメリカ合衆国マサチューセッツ州アダムスで育った。フーサックバレー高等学校在学時には野球以外にフットボールとバスケットボールでもプレーしていた。
学生時代はMLBドラフトでは指名されず、2020年6月にセントルイス・カージナルスと契約してプロ入り。この年はCOVID-19の影響でマイナーリーグの試合が開催されなかったため、公式戦の出場は無かった。
2021年、傘下のA級パームビーチ・カージナルスでプロデビュー。A+級ピオリア・チーフスとAA級スプリングフィールド・カージナルスでもプレーし、3チーム合計で95試合に出場して打率.306、7本塁打、41打点、4盗塁を記録した。
2022年はAA級スプリングフィールドとAAA級メンフィス・レッドバーズでプレーし、2チーム合計で108試合に出場して打率.291、14本塁打、59打点、12盗塁を記録した。8月には打率.371、6本塁打、22打点の活躍でカージナルス球団傘下内でのプレイヤーズ・オブ・ザ・マンスに選出された。
2023年はシーズン前、第5回WBC予選のイギリス代表に選出された。シーズンではこの年もAA級スプリングフィールドとAAA級メンフィスでプレーし、2チーム合計で129試合に出場して打率.287、18本塁打、85打点、11盗塁を記録した。

## 詳細情報

### 代表歴
- 2023 ワールド・ベースボール・クラシック・イギリス代表